# Lycosa nigropunctata
Lycosa nigropunctata là một loài nhện trong họ Lycosidae.
Loài này thuộc chi Lycosa. Lycosa nigropunctata được William Joseph Rainbow miêu tả năm 1915.